# Surrey-Sud—White Rock
Circonscription électorale fédérale du Canada
Surrey-Sud—White Rock ((en) South Surrey—White Rock) est une circonscription électorale fédérale de la Colombie-Britannique (Canada) située dans la région métropolitaine de Vancouver au sud-ouest de la province. Elle comprend:
- La ville de White Rock
- Une partie de la ville de Surrey
- La réserve indienne de Semiahmoo[3].

Sa limite sud correspond à la frontière avec l'État de Washington, aux États-Unis.
Les circonscriptions limitrophes sont :
- au nord : Surrey—Newton et Cloverdale—Langley City
- à l'est : Abbotsford—Langley-Sud
- à l'ouest : Delta[4].

Lors du redécoupage électoral de 2022, la circonscription est légèrement modifiée en cédant une une partie de son territoire au profit de Delta.

## Députés
| Législature                                                                                                  | Années        | Député | Député              | Parti        |
| --- | ------------- | ------ | ------------------- | ------------ |
| South Surrey—White Rock Issue de Fleetwood—Port Kells, Newton—Delta-Nord et Surrey-Sud—White Rock—Cloverdale |               |        |                     |              |
| 42e | 2015– 2017    |        | Dianne Watts        | Conservateur |
| 42e | 2017-2019     |        | Gordon Hogg         | Libéral      |
| 43e | 2019–2021     |        | Kerry-Lynne Findlay | Conservateur |
| 44e | 2021–2025     |        | Kerry-Lynne Findlay | Conservateur |
| 45e | 2025–en cours |        | Ernie Klassen       | Libéral      |

## Résultats électoraux
Modèle:Élection générale canadienne de 2025 — Surrey-Sud—White Rock
|  | Candidat            | Parti                 | #     | %      |
|  | ------------------- | --------------------- | ----- | ------ |
|  | Gordon Hogg         | Libéral               | 14369 | 47,5 % |
|  | Kerry-Lynne Findlay | Conservateur          | 12752 | 42,1 % |
|  | Jonathan Silveira   | Néo-Démocrate         | 1478  | 4,9 %  |
|  | Larry Colero        | Vert                  | 1247  | 4,1 %  |
|  | Rod Taylor          | Héritage chrétien     | 238   | 0,8 %  |
|  | Donald Wilson       | Libertarien           | 89    | 0,3 %  |
|  | Michael Huenefeld   | Progressiste canadien | 86    | 0,3 %  |
|  | Total               |                       | 30259 |        |

|       | Candidat            | Parti                       | # de voix | % des voix |
|       | Dianne Watts        | Conservateur                | +24 934,  | 44,03 %    |
|       | Judith Higginbotham | Libéral                     | +23 495,  | 41,49 %    |
|       | Pixie Hobby         | NPD                         | +05 895,  | 10,41 %    |
|       | Larry Colero        | Vert                        | +01 938,  | 3,42 %     |
|       | Bonnie Hu           | Parti libertarien           | +00261,   | 0,46 %     |
|       | Brian Marlatt       | Parti progressiste canadien | +00108,   | 0,19 %     |
| Total | Total               | Total                       | 56 631    | 100 %      |